# Општина Горбанешти (Ботошани)
Горбанешти (рум. Gorbăneşti) општина је у Румунији у округу Ботошани.
Oпштина се налази на надморској висини од 190 m.